# Блок Л (разгонный блок)
Блок Л — четвёртая ступень ракеты-носителя «Молния» (8К78). Первый из советских ракетных блоков, имевший возможность запуска в невесомости.

## Назначение
Был создан для межпланетных экспедиций на Венеру и Марс, использовался для запуска лунных станций «Луна-4» … «Луна-14», АМС «Венера-1» … «Венера-8», «Марс-1», «Зонд-1» … «Зонд-3». 
Первый полёт в 1960 году, но до запуска блока Л тогда не дошло из-за недоработок конструкции. 
Первый успешный пуск — 12 февраля 1961 года, с АМС «Венера-1».

## Конструкция

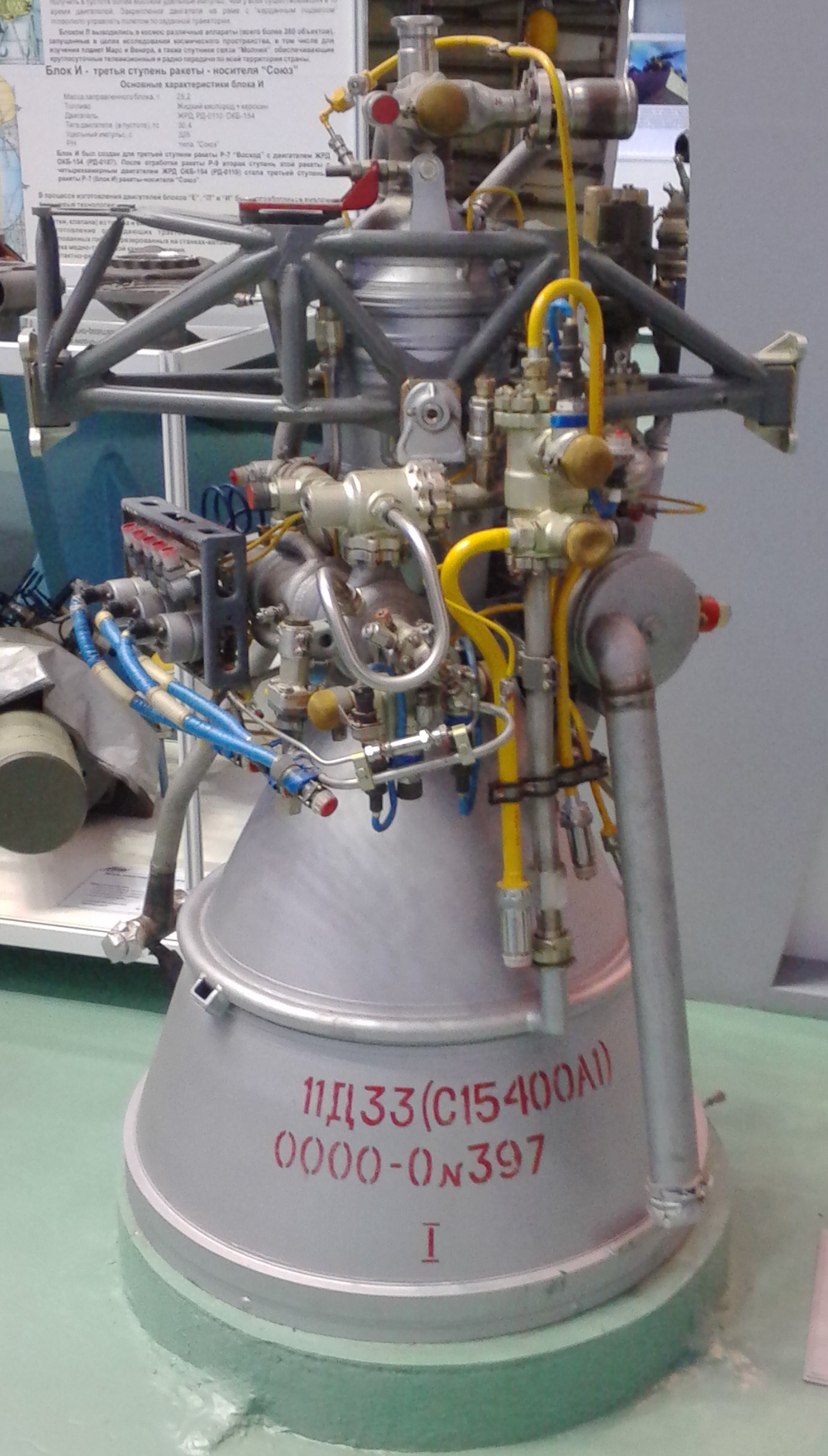
Двигатель 11Д33

Блок баков разработан на основе тороидальных баков более раннего блока «Е», использованного в ракетах 8К72 и 8К72К, но, впервые в СССР, двигатель 11Д33 (С1.5400), был сконструирован по схеме с дожиганием генераторного газа, что позволило увеличить его удельный импульс.

## Текущее состояние
Всего изготовлено более 320 экземпляров блока «Л» и его модификаций 2БЛ и 2МЛ, для ракет «Молния» и «Молния-М».
Эксплуатация ракеты-носителя «Молния-М» завершена 30 сентября 2010 года, последний экземпляр ракеты был использован для запуска спутника «Око» системы СПРН. 
В демонстрационном зале кафедры СМ-1 МГТУ им. Н. Э. Баумана хранится препарированный Блок «Л», использовавшийся в качестве учебного пособия.
В настоящее время (2017 год) для запусков на высокоэллиптические орбиты используется аналогичная по классу РН «Союз-2» с РБ «Фрегат», обладающая более гибкими возможностями выведения на различные траектории.